# Шудзя (деревня)
Шудзя́ — деревня в Глазовском районе Удмуртии, в составе Верхнебогатырского сельского поселения.

## География
Деревня расположена на высоте 209 м над уровнем моря.
Улицы деревни:
- Гвардейская
- Угловая

## Население
| 2010 | 2012 |
| ---- | ---- |
| 116  | ↘106 |

Численность постоянного населения деревни составляет 122 человека (2007).